# Fiskartjärnen, Ångermanland
Fiskartjärnen är en sjö i Sollefteå kommun i Ångermanland och ingår i Ångermanälvens huvudavrinningsområde.